# Guillén Peraza de las Casas
Guillén Peraza de las Casas (* um 1422 in Sevilla, Königreich Sevilla; † 1447 auf La Palma) war ein kastilischer Adeliger und Mitherrscher über die Kanarischen Inseln.

## Herkunft
Guillén Peraza de las Casas stammte aus einer großbürgerlichen Familie Sevillas. Sein Vater war Hernán Peraza Martel (Hernán Peraza el Viejo). Dieser hatte im Königreich Sevilla verschiedene militärische und zivile Ämter inne. Seit 1437 war Hernán Peraza als Mitgouverneur seines Schwiegervaters Juan de las Casas auf der Insel La Gomera. Die Mutter Inés de las Casas stammte aus einer Familie die zu den bedeutendsten in der örtlichen Oligarchie Sevillas gehörte.

## Rechte an den Kanarischen Inseln
Die Rechte auf die Eroberung, den Besitz und die Herrschaft auf den Kanarischen Inseln waren zu Beginn des 15. Jahrhunderts mehrfach auf unterschiedliche Inhaber übertragen worden. Durch Kauf und Erbschaft waren Hernán Peraza el Viejo, der Vater von Guillén Peraza de las Casas, seine Schwester Inés Peraza de las Casas und er selbst Inhaber aller Rechte an allen Kanarischen Inseln. Praktisch erstreckte sich die Herrschaft allerdings nur auf die Inseln Lanzarote, Fuerteventura, El Hierro und Teile von La Gomera. Teile der Insel La Gomera und die Inseln La Palma, Gran Canaria und Teneriffa sollten noch erobert werden.

## Tod auf La Palma
Ende 1447 kam Guillén Peraza de las Casas mit einer Flotte von drei Schiffen und zweihundert Armbrustschützen aus Sevilla nach Lanzarote und Fuerteventura. Dort schlossen sich ihm weitere dreihundert Männer an. Sie fuhren nach La Gomera und weiter nach La Palma. Sie landeten im Bezirk Tihuya in der Nähe der heutigen Stadt Tazacorte. Das Ziel des Angriffes auf die Ureinwohner war vermutlich nicht die Herrschaft über das Gebiet zu gewinnen. Es handelte sich vielmehr um einen der vielen Piratenakte die zur Regierungszeit der Familie Peraza auf den Inseln stattfanden. Dabei wurden Ureinwohner gefangen und auf der Iberischen Halbinsel als Sklaven verkauft. Dadurch sollten die Reisekosten zu den Inseln erwirtschaftet werden. Bei diesem Angriff wurde Guillén Peraza durch einen Stein tödlich am Kopf verletzt. Der Leichnam wurde in der Kirche Nuestra Señora de la Asunción in San Sebastián de La Gomera bestattet.

## Las Endechas a Guillén Peraza
Las Endechas a Guillén Peraza (Klagelieder für Guillén Peraza) werden als die ersten dichterischen Äußerungen in spanischer Sprache auf den Kanarischen Inseln angesehen. Das Gedicht eines unbekannten Künstlers wurde vermutlich zu den Beerdigungsfeierlichkeiten Guillén Perazas geschrieben. Es wurde zum ersten Mal im Jahr 1632 in der „Historia de la conquista de las siete islas de Canaria“ (Geschichte der Eroberung der sieben Inseln) des Juan de Abréu Galindo veröffentlicht. Von Literaturwissenschaftlern wird es als eine „Spitzenleistung der spanischen Literatur“ eingeschätzt.